# Melanocetus polyactis
A Melanocetus polyactis a csontos halak (Osteichthyes) főosztályának sugarasúszójú halak (Actinopterygii) osztályába, ezen belül a horgászhalalakúak (Lophiiformes) rendjébe és a Melanocetidae családjába tartozó faj.

## Előfordulása
A Melanocetus polyactis a Csendes-óceán keleti részén fordul elő. Eddig csak a Panama-öbölben vették észre.

## Megjelenése
A hím legfeljebb 2 centiméter hosszú; a nőstény ennél jóval nagyobb, elérheti a 8,2 centiméteres hosszúságot is. A hátúszóján 14-17 sugár van, míg a farok alatti úszóján 4-5 sugár látható.

## Életmódja
Mélytengeri horgászhalfaj, amely 1000-2200 méteres mélységek között él.
Az emberre nézve ártalmatlan.